# 762 (číslo)
Sedm set šedesát dva je přirozené číslo. Následuje po čísle sedm set šedesát jedna a předchází číslu sedm set šedesát tři. Římskými číslicemi se zapisuje DCCLXII a řeckými číslicemi ψξβ.

## Matematika
762 je:
- Abundantní číslo
- Složené číslo
- Nešťastné číslo

## Astronomie
- (762) Pulcova je binární planetka hlavního pásu, kterou objevil v roce 1913 Grigory Neujmin

## Roky
- 762
- 762 př. n. l.